# Casa a la plaça de Flos i Calcat, 33 (Arenys de Mar)
La Casa a la plaça de Flos i Calcat, 33 és una casa d'Arenys de Mar (Maresme) que forma part de l'Inventari del Patrimoni Arquitectònic de Catalunya.

## Descripció
Casa de planta baixa i dos pisos. A la planta baixa hi ha una porta i una finestra d'arc de mig punt i al primer pis hi ha un balcó que ocupa dues obertures, de ferro i ceràmica. Al segon pis o golfes hi ha cinc finestretes d'arc separades per columnes i està coronat per un gran ràfec i una cornisa d'obra a diferents nivells. Tota la façana està estucada i sobre la llinda dels balcons hi ha decoració floral.
Les rajoles que hi han a sota del ràfec i el balcó son de la fabrica Pujol i Bausis.
Era un habitacle de certa categoria, però els darrers anys estava deshabitada. Actualment acull vivendes i un negoci.